# Клименко, Иван Аверьянович
Иван Аверьянович Клименко (2 мая 1906 год — 24 августа 1968 год) — бригадир тракторной бригады Станционной МТС Карабалыкского района Кустанайской области, Казахская ССР. Герой Социалистического Труда (1957).

## Биография
Родился в 1906 году на Украине. В 1928 году его семья переехала в Казахстан, где поселилась в селе Шульги Фёдоровского района. До начала Великой Отечественной войны трудился в кузнице. Окончил курсы механизаторов. Участвовал в Великой Отечественной войне. В 1942 году получил ранение в одном из сражений под Тихвином. После излечения в госпитале был комиссован и возвратился в Казахстан, где продолжил трудиться в тракторно-полеводческой бригаде в селе Шульги.
С начала 50-х годов возглавлял Станционную МТС Карабалыкского района. В 1956 году Станционная МТС собрала и обмолотила высокий урожай зерновых. Указом Президиума Верховного Совета СССР от 11 января 1957 года за особо выдающиеся успехи, достигнутые в работе по освоению целинных и залежных земель, и получение высокого урожая удостоен звания Героя Социалистического Труда с вручением ордена Ленина и золотой медали «Серп и Молот».
После упразднения деревни Шульги проживал в селе Тогузак.
Скончался в 1968 году.